# Die Finanzen des Großherzogs (1924)
 Die Finanzen des Großherzogs ist eine deutsche Filmkomödie von Friedrich Wilhelm Murnau aus dem Jahr 1924. Sie basiert auf dem Roman Die Finanzen des Großherzogs (Storhertigens Finanser) von Frank Heller.

## Handlung
Auf einer kleinen Insel liegt das hoffnungslos verschuldete Großherzogtum Abacco. Das gesamte Herzogtum ist an den Geldverleiher Marcowitz verpfändet. Als dieser zur Anmahnung der Rückzahlung der Schulden kommt, vertreibt sich der Großherzog gerade die Zeit damit, von seinem Garten aus einigen im Wasser spielenden Kindern Geldscheine zuzuwerfen. Die einzige Hoffnung auf Verbesserung der finanziellen Lage wäre eine Hochzeit mit der russischen Großfürstin Olga, doch deren Bruder hat Einwände gegen eine Vermählung mit dem verarmten Großherzog. In dieser Situation taucht der Geschäftsmann Bekker auf und möchte dem Großherzog einen Teil seines Landes abkaufen, um dort Schwefel zu gewinnen. Zum Entsetzen seines Finanzministers lehnt der Großherzog ab, da er seine Untertanen nicht in einer Schwefelmine schuften sehen möchte.
Unverhofft erreicht ein Brief der Großfürstin Olga den Großherzog. Darin teilt sie mit, unbedingt Großherzogin von Abacco werden zu wollen – obgleich sie beide sich nie gesehen haben –, da ihr das aufopferungsvolle Verhalten des Großherzogs bei der Rettung einiger Schiffbrüchiger imponiert habe. Sie verspricht, auch die Finanzen des Großherzogs wieder in Ordnung zu bringen. Der abgewiesene Herr Bekker stachelt inzwischen ein paar Taugenichte zur Revolution gegen den Großherzog an.
Der Abenteurer Phillip Collin begegnet dem angehenden Parlamentarier Mr. Isaaks und erfährt von diesem, dass dessen Liebesbriefe an eine schöne Frau in den Händen des Erpressers Marcowitz sind. Collin bietet seine Hilfe an. Auch der Großherzog muss von seinem Finanzminister erfahren, dass er heimlich mit dem Brief der Großfürstin zu Marcowitz gegangen ist, um eine Gnadenfrist zur Schuldrückzahlung zu erwirken, und dass Marcowitz den Brief einfach behalten hat. Collin lockt Marcowitz mit einem Trick aus dem Haus, steigt bei ihm ein und entwendet die Briefe Isaaks und den zufällig entdeckten Brief der Großfürstin, von dem er allerdings eine schnell gefertigte Kopie bei Marcowitz zurücklässt. Als Belohnung für die Liebesbriefe fordert Collin von Isaak leihweise 50.000 Pfund, um damit so viel wie möglich der wertlosen Staatspapiere Abaccos zu kaufen und einen Börsencoup zu landen.
Der Großherzog und sein Finanzminister machen sich heimlich auf dem Weg zum Festland, um die Großfürstin Olga zu suchen. Bei ihrer Abfahrt trifft die Nachricht vom Kauf von 80 Prozent der Staatsschuld Abaccos ein, was den Großherzog ausgesprochen amüsiert. Als er in einem Straßencafé sitzt und sich über seinen Coup freut, läuft Phillip Collin eine Unbekannte zu, die gerade einer Verfolgung entkommen ist. Er nimmt sich ihrer an und hilft bei Versteck und Tarnung vor ihren Verfolgern. Collin stellt am nächsten Tag fest, dass es sich bei der Frau um eine reiche Adlige handelt.
Die Zeitungen des Tages melden neben der Börsennachricht auch den Ausbruch einer Revolution in Abacco und das mysteriöse Verschwinden des Großherzogs. Während alle über die Entwicklung in Sorge sind, amüsiert die Nachricht den Großherzog, da er sich vorstellt, wie der geschockte Marcowitz nun zum Festland eilen wird, um mit seinem Brief wenigstens durch Erpressung zu Geld zu kommen. Olga, Collins, der Großherzog und sein Finanzminister haben sich unter falscher Identität im Hotel kennengelernt und reisen gemeinsam auf einem Schiff nach Abacco. Marcowitz erreicht das Schiff mit dem Großherzog nicht mehr und fährt stattdessen mit dem des Großfürsten von Russland zurück auf die Insel, wobei er sich dort mit dem vermeintlichen Brief der Großfürstin Olga Zutritt verschafft hat.
Zurück im Schloss überraschen der Großherzog und Collin den selbstproklamierten Präsidenten, wie er sich gerade die Taschen mit ein paar Geldstücken vollstopfen will und überwältigen ihn und die herbeieilenden Verschwörer. Herr Bekker kann die Niederlage der Revolution noch verhindern, indem er den Großherzog niederschlägt. Die Verschwörer bereiten die Erhängung des Großherzogs vor. Olga kommt hinzu und erfährt nun, dass es sich bei ihrem Reisebegleiter um den geliebten Großherzog handelt. Sie will ihn von den Revolutionären freikaufen. Da taucht ihr Bruder auf und will die Erhängung des Großherzogs, da jener den Liebesbrief seiner Schwester verpfändet habe. Der Brief von Marcowitz wird von Olga aber als plumpe Fälschung bezeichnet und Collin schiebt dem Großherzog heimlich das Original zu, mit dem dieser den Vorwurf des Großfürsten entkräften kann. Der Großfürst von Russland ordnet nun die sofortige Vermählung an und Collin stößt auf seinen gelungenen Coup an.

## Hintergrund
Der Film nach dem Roman des schwedischen Autors Frank Heller wurde von Mai bis August 1923 gedreht. Für die Bauten waren Rochus Gliese und Erich Czerwonski verantwortlich. Drehort waren die Messter-Ateliers Berlin-Tempelhof und die Ufa-Ateliers Neubabelsberg, das heutige Studio Babelsberg in Potsdam. Die Außenaufnahmen fanden an der Adria in Spalato, Cattaro, Zara, auf der Insel Arbe und auf den Freigeländen der Ufa-Ateliers Neubabelsberg statt, wo u. a. das Schloss als große Außenkulisse errichtet wurde. Die Finanzen des Großherzogs wurde am 7. Januar 1924 im Berliner Ufa-Palast am Zoo uraufgeführt. Es ist die einzige Komödie unter den Werken des Regisseurs Murnau.

## Kritik
„Murnaus einzige Komödie ist zwar nicht allzu meisterlich ausgefallen, aber dennoch von seinem Gespür für komödiantisches Timing geprägt.“

## Nachweise
1. ↑  Hans-Michael Bock und Michael Töteberg: „Das Ufa-Buch – Kunst und Krisen, Stars und Regisseure, Wirtschaft und Politik (Die internationale Geschichte von Deutschlands größtem Film-Konzern)“ . Verlag Zweitausendeins, Frankfurt am Main 1992, S. 120.
2. ↑  Die Finanzen des Großherzogs. In: Lexikon des internationalen Films. Filmdienst, abgerufen am 12. November 2023.